# Boleophthalmus caeruleomaculatus
A Boleophthalmus caeruleomaculatus a csontos halak (Osteichthyes) főosztályának a sugarasúszójú halak (Actinopterygii) osztályába, ezen belül a sügéralakúak (Perciformes) rendjébe, a gébfélék (Gobiidae) családjába és az iszapugró gébek (Oxudercinae) alcsaládjába tartozó faj.

## Előfordulása
A Boleophthalmus caeruleomaculatus Ausztrália egyik endemikus hala.

## Megjelenése
Ez a halfaj legfeljebb 16,5 centiméter hosszú. Az oldalvonalán 90-136 pikkelye van. A tarkója tájékán 30-53 pikkely látható. Az állkapocscsontján levő fogakon kis dudorok láthatók. A nagy szemei magasan kiállnak a fejéből.

## Életmódja
Trópusi halfaj, amely egyaránt megtalálható az édes, sós- és brakkvízben is; a víz alá is lemerül. A levegőből veszi ki az oxigént.